# Svenska mästerskapet i bastubad
SM i bastubad är ett svenskt mästerskap i att sitta så länge som möjligt i en bastu med en temperatur på 110-118°. Mästerskapet har en herr- och en damklass.  
2004 års mästerskap gick av stapeln i Alhamra utanför Rimbo.  
2010 års mästerskap gick av stapeln i Eskilstuna.

## Vinnare herrklassen
- 2004 - Eino Yläkorpi, Märsta, 20 min 4 s
- 2010 - Jonas Jaako,Övertorneå, 3min 35 s

## Vinnare damklassen
- 2004 - Terttu Gustavsson, Märsta, 2 min 28 s
- 2010 - Sofia Nilses, Sundsvall, 2 min 10 s